# Asilus therevinus
Asilus therevinus là một loài ruồi trong họ Asilidae. Asilus therevinus được Rondani miêu tả năm 1850. Loài này phân bố ở vùng Tân nhiệt đới.